# Pseudocampylium radicale
Pseudocampylium radicale là một loài Rêu trong họ Amblystegiaceae. Loài này được (P. Beauv.) Vanderpoorten & Hedenas mô tả khoa học đầu tiên năm 2009.